# Mezopauza

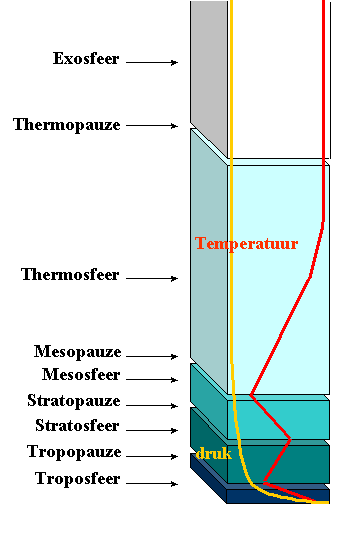
Struktura atmosféry

Mezopauza je přechodná vrstva atmosféry, která odděluje mezosféru od termosféry. Její polohu určuje druhé minimum atmosférického teplotního profilu. V létě leží ve výšce asi 80 až 85 km nad povrchem Země, v zimě ve výšce od 100 km.
Podle definice NASA a US Air Force začíná vesmírný prostor asi 80 km (50 mil) nad zemí, což odpovídá mezopauze. Existují však i jiné definice.